# Omophron ovale
Omophron ovale är en skalbaggsart som beskrevs av Horn. Omophron ovale ingår i släktet Omophron och familjen jordlöpare. Inga underarter finns listade i Catalogue of Life.